# Wieranika Szutkowa
Wieranika Dzmitryjeuna Szutkowa (biał.: Вераніка Дзмітрыеўна Шуткова; ros.: Вероника Дмитриевна Шуткова, Wieronika Dmitrijewna Szutkowa; ur. 26 maja 1986 w Mińsku) – białoruska lekkoatletka specjalizująca się w skoku w dal, olimpijka.
Na międzynarodowej arenie debiutowała w roku 2003, kiedy to wystąpiła w finale konkursu skoku w dal podczas mistrzostw świata kadetów rozgrywanych w kanadyjskim Sherbrooke. Rok później sięgnęła po brąz mistrzostw świata juniorów. Finalistka mistrzostw Europy juniorów i uniwersjady z 2005 roku. W 2007 startowała na młodzieżowych mistrzostwach Europy w Debreczynie, na których zajęła 6. miejsce. Miesiąc później uplasowała się na ósmej pozycji podczas uniwersjady w Bangkoku. W 2010 odpadła w eliminacjach na halowym czempionacie globu w Dosze. W 2011 zajęła 5. miejsce na halowych mistrzostwach Starego Kontynentu. W tym samym roku startowała na mistrzostwach świata w Daegu, na których zajęła 16. miejsce w eliminacjach i nie awansowała do finału. W roku 2012 startowała na halowych mistrzostwach świata w Stambule, na których uplasowała się na szóstym miejscu. Wystąpiła na igrzyskach olimpijskich w Londynie, na których zajęła 10. miejsce. Wielokrotna medalistka mistrzostw Białorusi i reprezentantka kraju w pucharze Europy, halowym pucharze Europy oraz drużynowym czempionacie Europy.
Szutkowa jest aktualną rekordzistką Białorusi juniorek w skoku w dal (6,64).
Rekordy życiowe: stadion – 7,01 (12 czerwca 2012, Mińsk); hala – 6,77 (22 stycznia 2012, Homel).

## Osiągnięcia
| Rok  | Impreza                                 | Miejsce    | Lokata            | Wynik (m) |
| ---- | --------------------------------------- | ---------- | ----------------- | --------- |
| 2003 | Mistrzostwa świata juniorów młodszych   | Sherbrooke | 12. miejsce       | NM        |
| 2004 | Mistrzostwa świata juniorów             | Grosseto   | 3. miejsce        | 6,22      |
| 2005 | Mistrzostwa Europy juniorów             | Kowno      | 11. miejsce       | 5,90      |
| 2005 | Uniwersjada                             | Izmir      | 9. miejsce        | 6,18      |
| 2007 | Młodzieżowe mistrzostwa Europy          | Debreczyn  | 6. miejsce        | 6,49      |
| 2007 | Uniwersjada                             | Bangkok    | 8. miejsce        | 6,38      |
| 2008 | Halowy puchar Europy                    | Moskwa     | 4. miejsce        | 6,44      |
| 2008 | I liga pucharu Europy                   | Leiria     | 6. miejsce        | 6,48      |
| 2009 | Uniwersjada                             | Belgrad    | el. – 17. miejsce | 5,99      |
| 2010 | Halowe mistrzostwa świata               | Doha       | el. – 9. miejsce  | 6,43      |
| 2011 | Halowe mistrzostwa Europy               | Paryż      | 5. miejsce        | 6,57      |
| 2011 | Superliga drużynowych mistrzostw Europy | Sztokholm  | 5. miejsce        | 6,53      |
| 2011 | Mistrzostwa świata                      | Daegu      | el. – 16. miejsce | 6,45      |
| 2012 | Halowe mistrzostwa świata               | Stambuł    | 6. miejsce        | 6,63      |
| 2012 | Igrzyska olimpijskie                    | Londyn     | 10. miejsce       | 6,54      |
| 2017 | Halowe mistrzostwa Europy               | Belgrad    | el. – 14. miejsce | 6,07      |